# Freixa de Flix
La Freixa de Flix (Fraxinus angustifolia) és un arbre que es troba a Flix (la Ribera d'Ebre), el qual és considerat un element emblemàtic de Flix i forma part de l'escut de la vila.

## Dades descriptives
- Perímetre del tronc a 1,30 m: 1,89 m.
- Perímetre de la base del tronc: 2,51 m.
- Alçada: 14,02 m.
- Amplada de la capçada: 11,75 m.
- Altitud sobre el nivell del mar: 44 m.[2]

## Entorn
Es troba al bell mig de la plaça de la vila. A la base té un banc, que és un espai de repòs i tertúlia molt popular. L'arbre és tractat amb molta atenció jardinera.

## Aspecte general
Té un magnífic port i un aspecte global completament sa.

## Curiositats
És un arbre ja centenari, ja que fou plantat l'any 1908, just al punt més alt on va arribar el nivell de l'aigua de l'Ebre el 23 d'octubre de l'any 1907.

## Accés
Cal dirigir-se a la plaça de l'Església del poble. GPS 31T 0294775 4567505.